# Sven Ootjers
Sven Ootjers (24 juni 1973) is een Nederlandse oud-atleet, die zich had toegelegd op verschillende disciplines binnen de atletiek, met name het hordelopen, hoogspringen en de meerkamp. Begin jaren negentig tot begin tweeduizend werd hij zeven keer Nederlands kampioen.

## Trainer
Na zijn carrière als atleet is hij bij AV Trias als trainer aan de slag gegaan. Zijn trainingsgroep bestaat uit verschillende succesvolle atleten zoals: Lisanne de Witte, Laura de Witte, Jamile Samuel, Job Beintema, Bjorn Blauwhof, Stan Nijhuis, Dave Wesselink en Timme Koster.

## Nederlandse kampioenschappen
Outdoor
| Onderdeel    | Jaar             |
| ------------ | ---------------- |
| hoogspringen | 1992, 1993, 1994 |

Indoor
| Onderdeel    | Jaar       |
| ------------ | ---------- |
| hoogspringen | 1992, 1994 |
| zevenkamp    | 2001, 2002 |

## Persoonlijke records
Outdoor
| Onderdeel    | Prestatie | Datum             | Plaats    |
| ------------ | --------- | ----------------- | --------- |
| 100 m        | 10,86 s   | 1 juli 2000       | Ibach     |
| 110 m horden | 13,81     | 27 augustus 1997  | Catania   |
| hoogspringen | 2,21 m    | 26 september 1992 | Wettingen |
| tienkamp     | 7301 p    | 2 juli 2000       | Ibach     |

Indoor
| Onderdeel   | Prestatie | Datum            | Plaats |
| ----------- | --------- | ---------------- | ------ |
| 50 m horden | 6,76 s    | 24 maart 2001    | Texel  |
| 60 m horden | 7,84 s    | 16 februari 2002 | Gent   |
| zevenkamp   | 5336 p    | 29 februari 2004 | Gent   |

## Palmares

### 60 m
- 2004: NK meerkamp indoor - 7,04 s

### 60 m horden
- 1994:  NK indoor - 8,18 s
- 1995:  NK indoor - 7,94 s
- 1997:  NK indoor - 8,09 s
- 1999:  NK indoor - 8,06 s
- 2000:  NK indoor - 7,93 s
- 2001:  NK indoor - 7,91 s
- 2002:  NK indoor - 7,84 s
- 2004:  NK indoor - 7,95 s
- 2004 NK meerkamp indoor - 8,14 s

### 110 m horden
- 1997: 7e Zomer universiade 1997 - 13,93 s (in serie 13,81 s)
- 2000:  NK outdoor - 14,23 s
- 2001:  NK outdoor - 13,86 s

### hoogspringen
- 1992:  NK indoor - 2,14 m
- 1992:  NK outdoor - 2,20 m
- 1993:  NK indoor - 2,20 m
- 1994:  NK indoor - 2,16 m
- 1994:  NK outdoor - 2,20 m
- 1995:  NK indoor - 2,10 m
- 1997:  NK indoor - 2,10 m
- 1999:  NK indoor - 2,08 m
- 1999:  NK - 2,08 m
- 2000:  NK indoor - 2,03 m
- 2004: NK meerkamp indoor - 2,02 m

### zevenkamp
- 2001:  NK meerkamp indoor - 5118 p
- 2004:  NK meerkamp indoor - 5336 p

### tienkamp
- 2003:  NK meerkamp - 6858 p

## Medailles getrainde atleten
Buiten de medailles die als atleet zijn behaald hebben ook de atleten die onder leiding van Ootjers staan verschillende (inter)nationale medailles behaald.
| Toernooi        | Onderdeel    |  | Plaats | Atleet           | Prestatie  |
| --------------- | ------------ |  | ------ | ---------------- | ---------- |
| NK Indoor 2015  | 400 m        |  | Zilver | Laura de Witte   | 55,88 s    |
| NK Baan 2015    | 400 m        |  | Brons  | Laura de Witte   | 53,82 s    |
| NK Indoor 2016  | 400 m        |  | Zilver | Laura de Witte   | 53,65 s    |
| NK Baan 2016    | 400 m        |  | Zilver | Laura de Witte   | 53,47 s    |
| NK Baan 2016    | 110 m horden |  | Zilver | Job Beintema     | 14,11 s    |
| NK Indoor 2017  | 60 m horden  |  | Zilver | Job Beintema     | 7,97 s     |
| NK Indoor 2017  | 400 m        |  | Zilver | Lisanne de Witte | 52,95 s    |
| NK Indoor 2017  | 400 m        |  | Zilver | Laura de Witte   | 53,65 s    |
| NK Baan 2017    | 400 m        |  | Goud   | Lisanne de Witte | 52,12 s    |
| NK Baan 2017    | 400 m        |  | Brons  | Bjorn Blauwhof   | 46,53 s    |
| EK U23 2017     | 400 m        |  | Brons  | Laura de Witte   | 52,51 s    |
| NK Indoor 2018  | 400 m        |  | Brons  | Laura de Witte   | 53,63 s    |
| NK Indoor 2018  | 60 m         |  | Zilver | Dave Wesselink   | 8,10 s     |
| NK Baan 2018    | 400 m        |  | Zilver | Lisanne de Witte | 52,22 s    |
| NK Baan 2018    | 400 m        |  | Brons  | Laura de Witte   | 52,90 s    |
| NK Baan 2018    | 110 m horden |  | Brons  | Job Beintema     | 14,18 s    |
| NSK Baan 2018   | 400 m        |  | Zilver | Owen Westerhout  | 49,91 s    |
| EK 2018         | 400 m        |  | Brons  | Lisanne de Witte | 50,77 s NR |
| NSK Teams 2018  | 300 m        |  | Goud   | Owen Westerhout  | 35,99 s    |
| NK Indoor 2019  | 60 m horden  |  | Zilver | Job Beintema     | 7,96 s     |
| NK Indoor 2019  | 200 m        |  | Goud   | Lisanne de Witte | 23,67 s    |
| NSK Indoor 2019 | 400 m horden |  | Goud   | Owen Westerhout  | 49,45 s    |
| EK Indoor 2019  | 400 m        |  | Brons  | Lisanne de Witte | 52,34 s    |
| NSK Baan 2019   | 400 m horden |  | Zilver | Owen Westerhout  | 49,81 s    |
| NK Baan 2019    | 110 m horden |  | Goud   | Job Beintema     | 14,27 s    |
| NK Baan 2019    | 110 m horden |  | Zilver | Dave Wesselink   | 14,79 s    |
| NK Baan 2019    | 400 m        |  | Goud   | Lisanne de Witte | 52,29 s    |
| NK Indoor 2020  | 200 m        |  | Goud   | Lisanne de Witte | 23,86 s    |

## Trivia
Sven Ootjers is de oprichter en organisator van de KlimduinRun.